# دیونته مورای

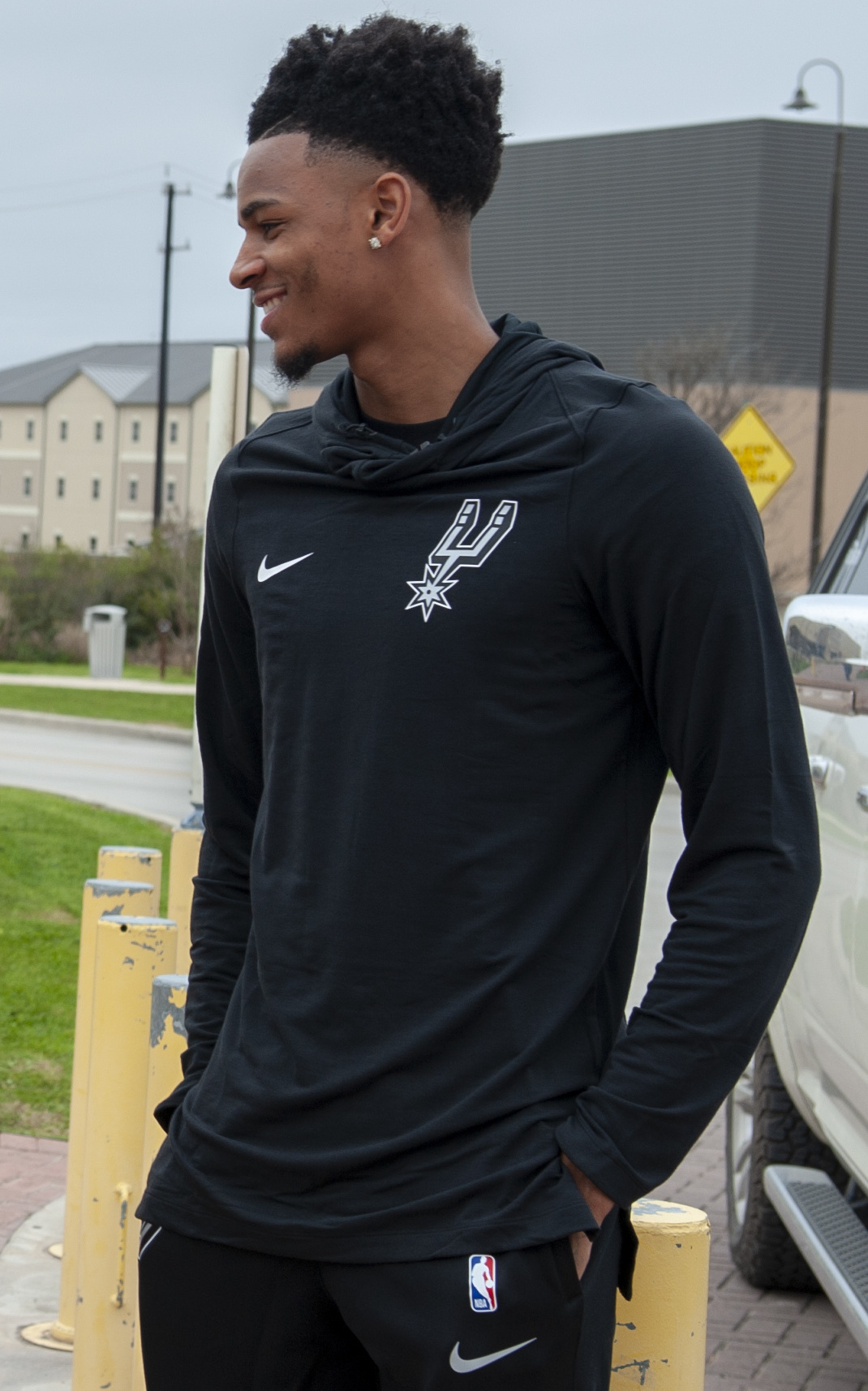
دیونته مورای در سال ۲۰۱۹

دیونته مورای (انگلیسی: Dejounte Murray؛ زادهٔ ۱۹ سپتامبر ۱۹۹۶) یک بازیکن بسکتبال اهل ایالات متحده آمریکا است.
از باشگاه‌هایی که در آن بازی کرده‌است می‌توان به سن آنتونیو اسپرز و آستین توروس اشاره کرد.